# Maronitská archieparchie Haify a Svaté země
Maronitská archieparchie Haify a Svaté země je archieparchie maronitské katolické církve s jurisdikcí nad maronitskými věřícími v Izraeli.

## Historie
Původní diecéze vznikla asi ve 3. století, byla známa jako diecéze akkonská. Od 12. století trvala ve svazku s římskokatolickou církví.
8. června roku 1996 bylo z teritoria archieparchie tyrské vyčleněno území archieparchie Haify a Svaté země. Během občanské války v Libanonu se od roku 2000 libanonští maronité emigrovali, do severního Izraele jich uprchlo kolem 3500. Od roku 2014 se maronité hlásí k aramejské národnosti.
Patronem archieparchie je svatý Ludvík král, patronem celé maronitské církve je antiochijský mnich a poustevník Svatý Maron.

## Seznam archieparchů
- Paul Nabil El-Sayah (1996–2011)
- Moussa El-Hage, O.A.M. (od 16. června 2012)

## Sídla a chrámy
- Akko
- Džiš
- Džudejda-Makr
- Haifa
- Isfija
- Jaffa chrám sv. Antonína Velikého
- Jeruzalém, chrám s konventem maronitů
- Nazaret, od roku 1620, chrám z 21. století

## Galerie

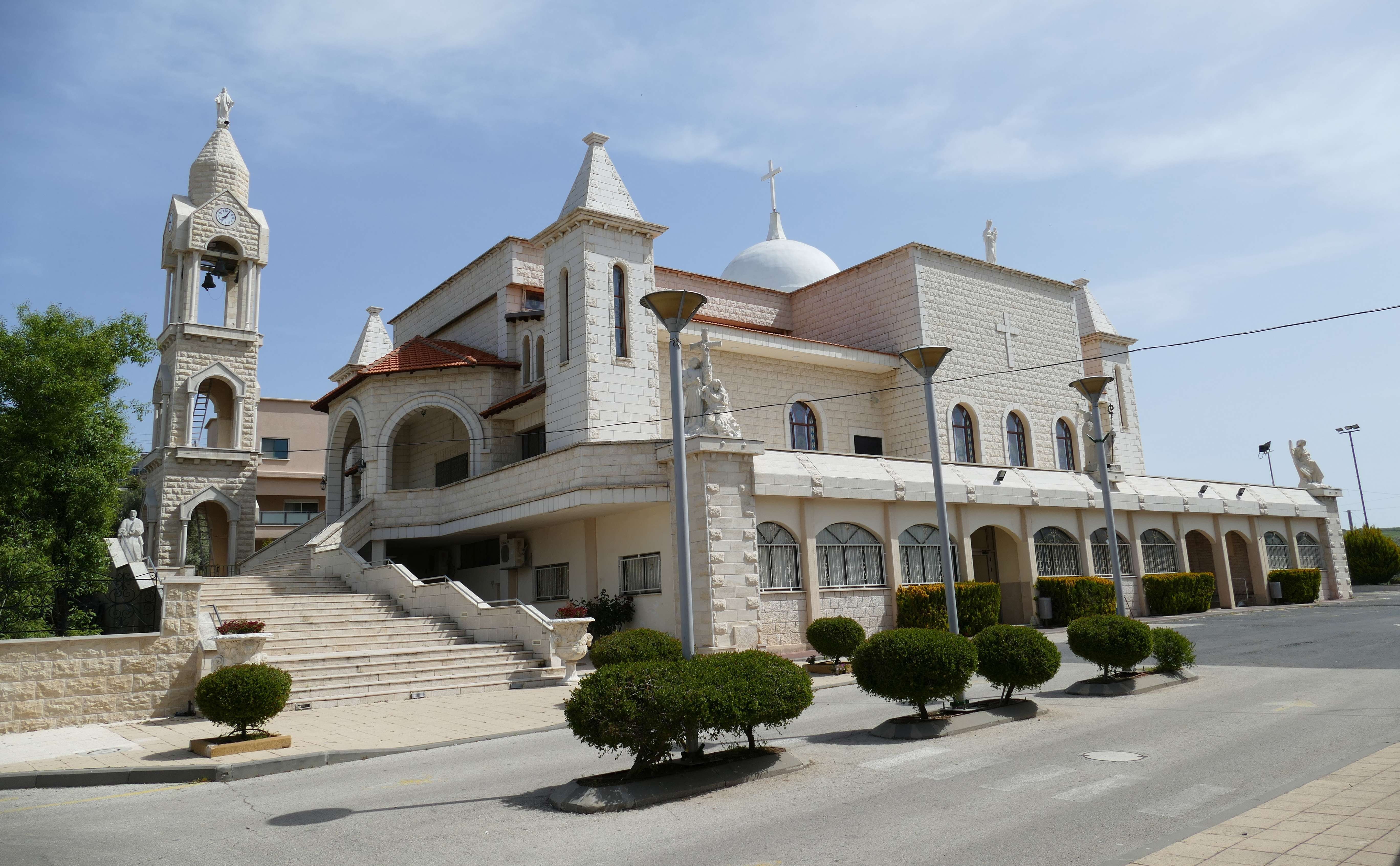
Chrám sv. Marona v Džiši
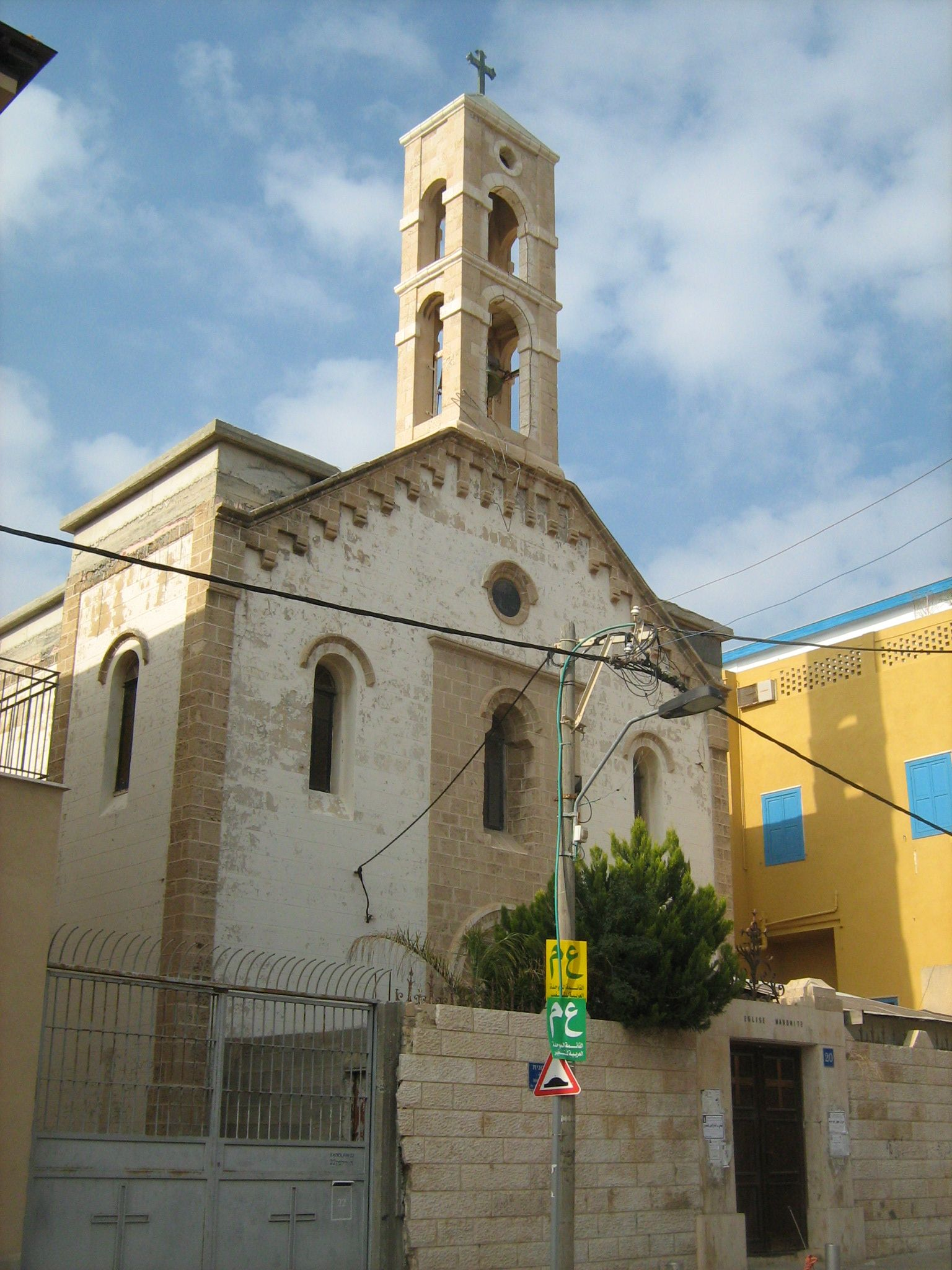
Chrám sv. Antonína, Jaffa
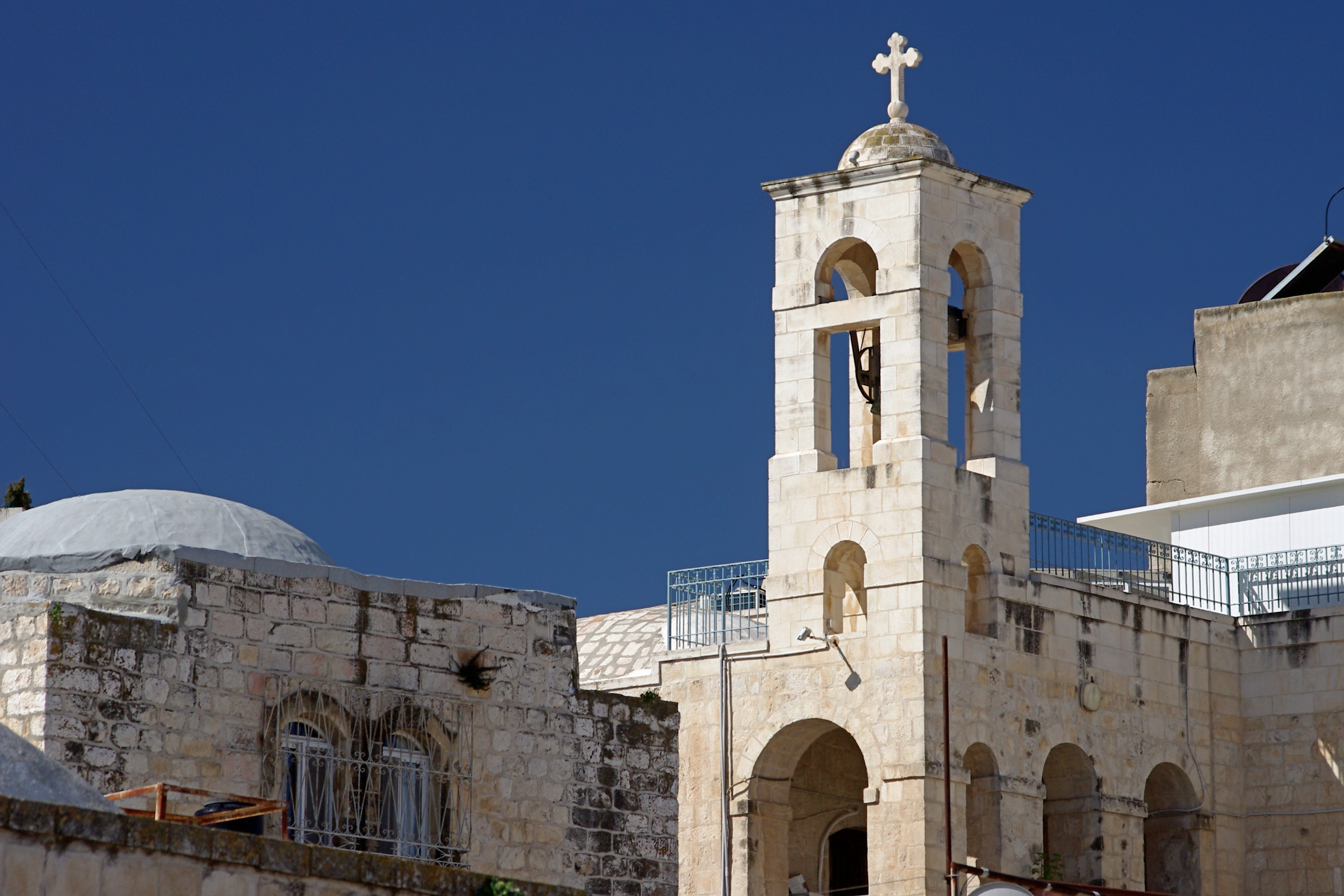
Chrám konventu maronitů v Jeruzalémě
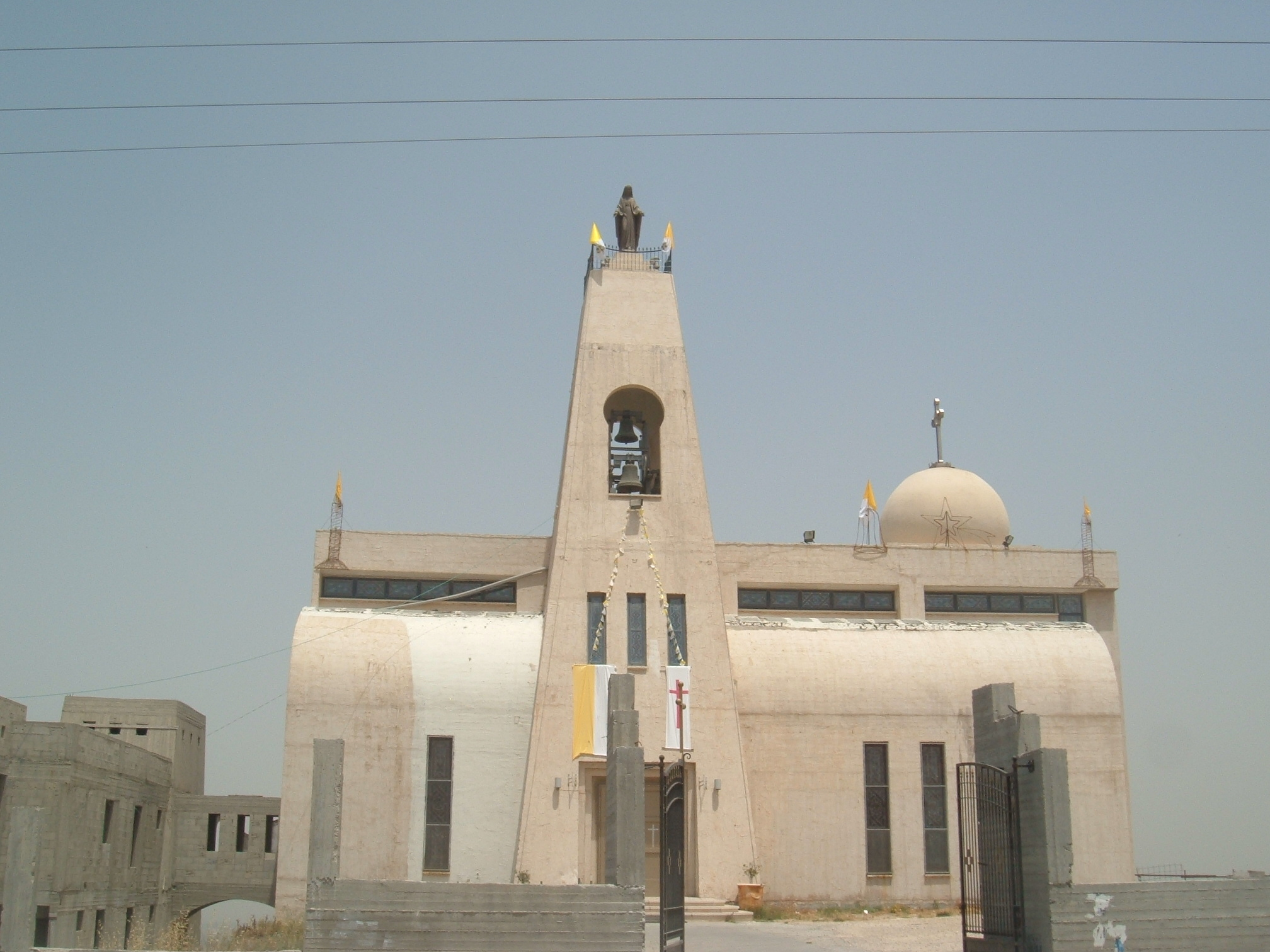
Chrám Zvěstování P. Marie v Nazaretu